# Kepler-186f
Kepler-186f er en exoplanet, som er i kredsløb om den røde dværg Kepler-186, ca. 493 lysår fra Jorden i stjernebilledet Svanen. 
Kepler-186f er den første opdagede planet med en radius der er sammenlignelig med Jordens og som er i den beboelige zone af en anden stjerne. NASAs Keplerteleskop opdagede Kepler-186f ved hjælp af planettransit, sammen med fire andre planeter med kredsløb tættere på stjernen (alle lidt større end Jorden). 
Tre års dataanalyse var nødvendig for at finde Kepler-186f's signal. 
Resultatet blev præsenteret på en konference d. 19. marts 2014 
og nogle detaljer blev rapporteret i medierne. 
Den fulde offentlige annoncering skete d. 17. april 2014, fulgt af udgivelse i tidsskriftet Science.

## Baneparametre
Kepler-186f har en omløbstid på 129,9 jorddage 
og en baneradius på 36% af Jordens (svarende til Merkurs bane); i denne afstand er det usikkert om planeten har bunden rotation til den røde dværg Kepler-186 (som Månen er det til Jorden). 
Grundet den røde dværgs lave lysstyrke får planeten kun 32% lys per m2 i forhold til Jorden. Kepler-186f er i den beboelige zone men nær den ydre kant, sammenligneligt med Mars' position i vores Solsystem.

## Masse, massefylde og stofsammensætning
Kepler-186f har en radius der er omkring 11% større end Jorden. Kepler-186f masse, massefylde og stofsammensætning er ukendt; massen er estimeret til at være fra 0,32 M🜨 for en ren vand/vandis sammensætning - til 3,77 M🜨 hvis Kepler-186f udelukkende er lavet af jern; hvis Kepler-186f har en jordlignende sammensætning (1/3 jern, 2/3 silikater) fås en masse på 1,44 M🜨. En tæt H/He-atmosfære regnes ikke for at være sandsynlig for planeter med radier under 1,5 R🜨. Unge røde dværge udsender meget stærkere ekstrem ultraviolet (EUV, XUV) "lys" end ældre; Kepler-186f tidlige atmosfære ville derfor have være udsat for fotoevaporation under denne periode, hvilket gør det sandsynligt at H/He-atmosfæreindholdet forsvandt.

## SETI-undersøgelse
Den 17. april 2014 havde Allen Telescope Array lyttet efter evt. radioudsendelser fra Kepler-186-systemet i omkring en måned. Ingen radiosignaler, som kunne henføres til ikke-jordisk teknologi, blev fundet i den måned. For at radiosignalerne kunne opfanges på Jorden, skulle Kepler-186f-radiosendelser med isotrop udstrålingskarakteristik, have været 10 gange stærkere end muligt (2014) fra Arecibo-Observatoriet.